# 四手角
- 将棋 > 将棋の戦法 > 居飛車 > 対振り飛車 > 四手角
- 将棋 > 将棋の戦法 > 居飛車 > 矢倉 > 四手角

四手角（よんてかく）とは将棋の戦法の一つ。居飛車将棋において、角交換をせずに先手なら2六、後手なら8四に四手かけて角を動かす形をいう。相矢倉や雁木の他、対振り飛車で現れることもある。

## 矢倉での例
矢倉囲いでは角行がある▲8八に玉を移動させるため角を動かす必要がある。最初に▲7九に引いた角を▲4六角▲3七角▲2六角または▲6八角▲5九角▲2六角と4手をかけて移動させることからこの名がついている。また、雁木や24手組以外の手順で矢倉を組んだ場合に▲7七角から▲5九角▲2六角と3手で移動させた場合は三手角と呼ばれる。
| 9  | 8  | 7  | 6  | 5  | 4  | 3  | 2  | 1  |    |
| 香 | 桂 |    |    |    |    |    | 桂 | 香 | 一 |
|    | 飛 |    |    |    |    | 金 | 王 |    | 二 |
|    |    |    | 歩 |    | 金 | 銀 | 歩 |    | 三 |
| 歩 |    | 銀 |    | 歩 | 歩 | 歩 |    | 歩 | 四 |
|    | 歩 | 角 |    |    | 歩 |    | 歩 |    | 五 |
|    |    |    | 歩 | 歩 |    | 歩 | 角 | 歩 | 六 |
| 歩 | 歩 | 銀 | 金 | 銀 |    | 桂 |    |    | 七 |
|    | 玉 | 金 |    |    |    |    | 飛 |    | 八 |
| 香 | 桂 |    |    |    |    |    |    | 香 | 九 |

銀矢倉と共に現代では現れなくなった相矢倉の代表的な戦型の一つである総矢倉の千日手結論の局面などで現れ、昔の定跡書などで書かれていた。また、先手が▲3七銀戦法の際に後手番でよく用いられていた。戦型は主に陣形例1の総矢倉の形が多かったが、まれに陣形例2場合もあった。これは以下▲3五歩△同歩▲同角の後に▲2六角から3六銀として、三手角の▲3五歩△同歩▲同角から2六角-3六銀-3七桂の態勢と同じ構えをみせた攻撃陣を築く狙いである。
現代将棋は矢倉3七銀戦法や森下システムなどよりも攻めに厚みを持たせたり自陣に好形を作って相手の攻めを待ち受けることが少なくなったため、次第に消えた戦法となった。
四手角での攻撃例としては図のような構えで持ち駒1歩あるとすると▲4五歩として後手が△7二飛などであれば先手は▲2四歩△同歩▲2五歩と継ぎ歩から△同歩ならば▲同桂△2四銀▲4四歩など。この他に4二に角がいる場合で、▲4五歩△同歩▲同桂△4四銀の形にしておくと、機を見て▲4四角△同金▲5三銀の狙いが生じている。

## 対振り飛車での例
| 9  | 8  | 7  | 6  | 5  | 4  | 3  | 2  | 1  |    |
| 香 | 桂 |    | 金 |    |    |    | 桂 | 香 | 一 |
|    | 王 | 銀 |    |    | 飛 |    |    |    | 二 |
|    | 歩 | 歩 | 金 | 歩 |    | 角 | 歩 |    | 三 |
| 歩 |    |    | 歩 | 銀 |    | 歩 |    | 歩 | 四 |
|    |    |    |    |    | 歩 |    | 歩 |    | 五 |
| 歩 |    | 歩 | 歩 | 歩 |    | 歩 |    | 歩 | 六 |
|    | 歩 |    | 金 | 銀 | 歩 | 角 |    |    | 七 |
|    | 玉 | 銀 |    |    |    |    | 飛 |    | 八 |
| 香 | 桂 |    | 金 |    |    |    | 桂 | 香 | 九 |

図のような4筋位取り四間飛車に対して、左美濃に組んで角行を右方面に展開し、2六に配置する手がある。図の場合四間飛車の右銀が△4四銀としたならば、▲2六角と構えて、以下△5四歩▲3七桂△5五歩▲5二飛といった展開が考えられるが、5六に構えているので、2六にまで角を構えずに一旦3七に角を配置し、図の局面では▲5五歩とし、△同角ならば▲2四歩、△同銀ならば▲2四歩△同歩▲5五角△同角▲2四飛などがある。